# Tabu (attrice)
Tabassum Hashmi Khan, nota come Tabu (in telugu టబు, Ṭabu; Hyderabad, 4 novembre 1971), è un'attrice indiana.
Ha recitato in film in telugu, tamil, malayalam, hindi e in inglese.
È la nipote di Shabana Azmi ed è considerata una delle migliori attrici indiane, sia a Bollywood che a Kollywood.
Ha vinto due volte il premio come Miglior Attrice al National Film Award. La sua filmografia è particolarmente sostanziosa.

## Filmografia
- Hum Naujawan (1985)
- Coolie No. 1 (1991)
- Pehla Pehla Pyaar (1994)
- Vijaypath (1994)
- Haqeeqat (1995)
- Prem (1995)
- Saajan Ki Baahon Mein (1995)
- Sisindri (1995)
- Himmat (1996)
- Jeet (1996)
- Kadhal Desam (1996)
- Kala Pani (1996)
- Maachis (1996)
- Ninne Pelladatha (1996)
- Saajan Chale Sasural (1996)
- Tu Chor Main Sipahi (1996)
- Border (1997)
- Darmiyan (1997)
- Iruvar (1997)
- Virasat (1997)
- Two Thousand One (1998)
- Aavida Maa Aavide (1998)
- Chachi 420 (1998)
- Hanuman (1998)
- Biwi No. 1 (1999)
- Hu Tu Tu (1999)
- Hum Saath-Saath Hain: We Stand United (1999)
- Kohram: The Explosion (1999)
- Thakshak (1999)
- Astitva (2000)
- Biwi No. 2 (2000)
- Cover Story (2000)
- Dil Pe Mat Le Yaar (2000)
- Ghaath (2000)
- Hera Pheri (2000)
- Kandukondain Kandukondain (2000)
- Shikari (2000)
- Snegithiye (2000)
- Tarkieb (2000)
- Aamdani Atthanni Kharcha Rupaiya (2001)
- Chandni Bar (2001)
- Dil Ne Phir Yaad Kiya (2001)
- Filhaal... (2002)
- Maa Tujhhe Salaam (2002)
- Saathiya, regia di Shaad Ali (2002)
- Zindagi Khoobsoorat Hai (2002)
- Abar Aranye (2003)
- Hawa (2003)
- Jaal: The Trap (2003)
- Khanjar: The Knife (2003)
- Main Hoon Na (मैं हूँ ना), regia di Farah Khan (2004)
- Maqbool (2004)
- Meenaxi: Tale of 3 Cities (2004)
- Bhaggmati - The Queen Of Fortunes (2005)
- Silsilay (2005)
- La paura nel cuore (Fanaa), regia di Kunal Kohli (2006)
- Jeetenge Hum (2006)
- Sarhad Paar (2007)
- Il destino nel nome - The Namesake (The Namesake), regia di Mira Nair (2007)
- Senza zucchero (Cheeni Kum), regia di R. Balki (2007)
- Om Shanti Om, regia di Farah Khan (2007)
- Urumi (2011)
- Vita di Pi, regia di Ang Lee (2012)
- Haider, regia di Vishal Bhardwaj (2014)
- Andhadhun, regia di Sriram Raghavan (2018)
- Il ragazzo giusto (A Suitable Boy), regia di Mira Nair – miniserie TV (2020)
- Dune: Prophecy – serie TV, episodi 1x05-1x06 (2024)